# Скандальная хроника
«Скандальная хроника» (англ. Scandal Sheet) — фильм нуар режиссёра Фила Карлсона, вышедший на экраны в 1952 году.
В основу сценария фильма положен роман «Тёмная полоса» (1944) Сэмюэля Фуллера, начинавшего как газетный репортёр и впоследствии сделавшего успешную карьеру в кино. Фильм рассказывает о главном редакторе популярного нью-йоркского таблоида (Бродерик Кроуфорд), который случайно убивает свою жену, от которой сбежал 20 лет назад, и чтобы скрыть это преступление, вынужден пойти на ещё одно убийство. Однако по иронии судьбы по его следам идут его ученик, хваткий молодой репортёр (Джон Дерек) и его подруга, журналистка (Донна Рид), которая не одобряет ориентированную на сенсации бульварную направленность газеты, которую избрал главный редактор.
Фильм относится к поджанру «газетный нуар» наряду с такими картинами, как «Гражданин Кейн» (1941), «Звонить Нортсайд 777» (1948), «Большие часы» (1948), «Туз в рукаве» (1951), «Пока город спит» (1956) и «Сладкий запах успеха» (1957), в центре внимания которых находится журналистская работа.

## Сюжет
В Нью-Йорке молодой, амбициозный репортёр криминальной хроники газеты «Нью-Йорк экспресс» Стив МкКлири (Джон Дерек) приезжает на место убийства раньше, чем полиция. Под видом детектива он выведывает у свидетелей всю самую срочную информацию по делу и уезжает в редакцию в тот момент, когда другие репортёры и полицейский детектив, лейтенант Дэвис (Джеймс Милликэн) только прибывают на место преступления. По дороге в редакцию Стив звонит из машины главному редактору газеты Марку Чепмэну (Бродерик Кроуфорд), прося того оставить место в номере под эксклюзивный материал.
Довольный Марк направляется на заседание совета учредителей газеты, где подвергается критике со стороны членов совета за то, что превратил респектабельное издание в бульварный листок. Однако Марк парирует, что президент совета Мэдисон (Джонатан Хейл) заключил с ним контракт, предоставив все права на преобразование газеты, поскольку раньше она приносила постоянные убытки. Марк взял курс на удовлетворение потребностей публики в получении сенсаций и самых горячих новостей. Сегодня газета стала прибыльным изданием, тираж которого растёт быстрыми темпами, а учредители стали получать немалые дивиденды. Марка также критикуют за дешёвые рекламные трюки, направленные на привлечение невзыскательной публики, в частности, организацию Клуба одиноких сердец для тех, кто ищет себе супружескую пару. «Но именно эти люди покупают газету, увеличивая сумму чека в вашем кармане», — отвечает Марк. Учредители считают также недостойным уровня газеты то, что её репортёры скрывают важную информацию о преступлениях от полиции, и что таких журналистов, как Стив надо за это уволить. Марк отвечает, что это его лучший репортёр, и он уйдет только вместе с ним, и с этими словами покидает заседание.
Появившись в редакции, Стив подходит к столу своей подруги, очаровательной журналистки Джули Эллисон (Донна Рид), слегка флиртуя с ней, а затем проходит в кабинет Марка. Редактор, который относится к Стиву как к любимому ученику, сообщает, что не только выдержал все наскоки на их работу на совете учредителей, но и получил предложение от Мэдисона купить часть акций газеты. Марк предлагает Стиву отметить это предложение в ресторане. Джули, которая рассчитывала провести вечер вдвоём со Стивом, вынуждена идти на ужин вместе с ними, хотя и явно недолюбливает Марка из-за его редакционной политики.
Выйдя втроём на улицу, они встречают пожилого и изрядно потрёпанного Чарли Барнса (Генри О’Нил), когда-то ведущего журналиста газеты и обладателя Пулитцеровской премии, который стал выпивать, опустился и был уволен. Джули пытается ему помогать, заказывая ему материалы вроде обзора старых памятников Нью-Йорка, за что платит ему 10 долларов из своего кармана. Увидев Марка, Чарли просит взять его обратно на работу, обещая больше не пить. Марк уклончиво отвечает: «Почему бы и нет». Когда довольный Чарли уходит, Стив и Марк упрекают Джули в том, что она даёт ему такие большие деньги, от которых тот напьётся только сильнее. Джули понимает, что Марк ни в коем случае не возьмёт Чарли на работу.
После ужина все втроём отправляются на шикарный бал Клуба одиноких сердец, организованный газетой. На бал приглашаются одинокие мужчины и женщины со всей страны, и если они познакомятся и составят пару, то газета обязуется вручить такой паре ценный приз. Джули считает это мероприятие отвратительным и не достойным уровня их газеты. Она заявляет Марку, что Мэдисон в своё время брал её в другую газету. Ей осталось доработать до конца контракта 6 месяцев, после чего она уволится. В оставшееся время она собирается продолжать писать для своих читателей, хотя многие из них, по её словам, уже отвернулись от «Нью-Йорк экспресс».
Когда ведущий бала представляет Марка, одна из участниц бала (Розмари Декамп) как будто узнаёт его. Она подходит к Марку, называя Джордж, он её тоже узнаёт, называя Шарлотта. Она говорит, что была уверена, что он мёртв, и что за прошедшие годы он сильно изменился. На что Марк отвечает: «Да, Джордж Грант мёртв». Шарлотта хочет с ним поговорить наедине, и приглашает его в свой гостиничный номер. Они незаметно уходят с мероприятия.
В номере к Шарлотты они начинают вспоминать прошлое. Шарлотта упрекает Марка-Джорджа в том, что 20 лет назад он бросил её и исчез. Она его очень любила, много страдала, даже вскрывала себе вены, пыталась его найти, но всё тщетно. Марк явно не хочет продолжать этот разговор, и хочет уладить дело по-тихому, предлагая быстро подписать бумаги о разводе, за что он заплатит ей щедрую компенсацию. Однако такой исход Шарлотту не устраивает, и она отказывается от денег. Увидев, каких высот достиг её муж, она хочет отмстить ему. Она говорит, что давно уже умерла внутри, и заставит его страдать. Она обещает рассказать всем его историю — историю крупного редактора, который живёт под чужим именем и 20 лет скрывается от законной жены. Шарлотта пытается уйти из комнаты, но Марк отталкивает её от двери. Она сильно бьётся головой о металлическую трубу и мгновенно умирает. Поняв, что произошло, Марк снимает с её пальца обручальное кольцо с памятной гравировкой и срывает с её платья бейдж бала Клуба одиноких сердец. В её вещах он находит квитанцию из расположенного неподалеку ломбарда, которую также забирает с собой. Выйдя на улицу, Марк выбрасывает в канализационную решётку кольцо и обрывок бейджа.
На следующее утро Джули угощает в журналистском кафе Чарли, который вдохновлён разговором с Марком, обнадёжившим его по поводу работы. Чарли рассказывает, что его жизнь среди обитателей района Бауэри позволила ему по-новому узнать и понять людей. И теперь он надеется на второй шанс, который обещал ему Марк, однако Джули советует ему не слишком полагаться на слова Марка. Появляется Стив со свежим номером газеты, на все лады расхваливающим бал одиноких сердец. Он удивлён, что Джули не написала о бале не одного материала, спрашивая, разве её не волнует романтика. Джули отвечает, что волнует, но только не та, за которую получают бесплатные телевизоры. Чарли подводит итог словами: «Да, журналистика точно изменилась». В этот момент появляется фотограф, сообщая Стиву, что из полиции поступил сигнал об убийстве женщины, и они немедленно уезжают.
На месте убийства Шарлотты эксперты и полиция первоначально предполагают, что это был несчастный случай, так как тело обнаружено в ванной с пробитой головой, возможно, в результате падения. На вопрос Стива, зачем Дэвис приехал на это дело, тот отвечает: «Хотел проверить, смогу ли приехать раньше тебя». Затем, по характеру травмы полиция начинает предполагать, что женщину, скорее всего, убили, затем раздели и положили в ванную. Настоящее имя женщины не известно, так как зарегистрировалась она под явно вымышленным именем Джейн Джонс, личных вещей, удостоверяющих её личность, также не найдено. Стив обращает внимание на то, что в комнате нет никакой одежды, даже чемодана с вещами, а в шкафу висит одинокое дешёвое платья, на котором Стив замечает корешок от бейджа бала одиноких сердец. Выйдя на улицу, Стив выясняет у своего фотографа, что вчера на балу тот сделал примерно 300—400 фотографий. Он решает немедленно просмотреть все фото, чтобы найти на них ту женщину, которая была убита. Он хочет поместить фото с бала и фото с места убийства в следующий номер газеты. Вскоре в фотолаборатории редакции находят искомое фото женщины.
Стив забирает фотографии с бала и с места убийства, и стремительно направляется к Марку, по пути приглашая Джули на ужин. Марк прекрасно понимает, кто изображён на фото, и поначалу пытается спустить дело на тормозах, говоря, что, может быть, это несчастный случай. Однако Стив утверждает, что в её лёгких нет воды, а значит, её сначала убили, а потом перенесли и положили в ванную. Более того, ему даже удалось получить приблизительное описание возможного убийцы — это мужчина средних лет, белый, темноволосый, крепкого телосложения. Кроме того, под ногтями жертвы найдены волосы убийцы, и Стив обнаружил на её платье бейдж бала одиноких сердец. Стив обращает внимание на то, что убийца, который, возможно, встретил свою жертву на бале и ушёл с ней до его завершения, после убийства тщательно её раздел, застирал бельё, стёр все отпечатки пальцев и даже снял обручальное кольцо (на пальце остался след). Но, к счастью, для Марка, личность жертвы так и не установлена, а описание возможного убийцы носит слишком общий характер. Марк даёт указание немедленно дать в газету материал Стива под заголовком «Убито одинокое сердце!», а также сообщение о том, что похороны убитой газета возьмёт на себя.
Вечером Марк направляется в ломбард по адресу, указанному в квитанции. Пока Марк ожидает около витрины, к нему неожиданно подходит Чарли, который живёт где-то поблизости. Чарли понимает, что Марк оказался здесь не случайно, и начинает допытываться о цели его приезда. Понимая, что в присутствии Чарли он не сможет ничего сделать, Марк достаёт из кошелька несколько купюр и даёт их Чарли, берёт такси и уезжает. Разбирая деньги, Чарли видит, что среди них оказалась квитанция из ломбарда. Чарли заходит в ломбард, где знакомый ростовщик разрешает ему посмотреть, что сдано по предъявленной квитанции. Увидев, что это чемодан, Чарли начинает копаться в вещах, находя среди прочего две фотографии — на одной он видит молодых Марка и женщину-жертву, на другой фотографии изображена та же женщина, выходящая после заключения брака от судьи в Коннектикуте, вместе с мужчиной, лицо которого невозможно разобрать. На деньги, полученные от Марка, Чарли выкупает чемодан и заходит с ним в ближайший бар, откуда звонит в редакцию Джули.
В редакции Стив принимает звонки от всех, кто мог что-то знать по этому делу или знает жертву, а Джули пытается убедить его передать все имеющиеся у него улики в полицию. Дозвонившись до Джули, Чарли сообщает ей, что ему известно имя убийцы, и что это будет настоящая бомба. Джули относится к его словам серьёзно и предлагает встретиться втроём вместе со Стивом, который ведёт это дело. Взяв у Джули трубку, Стив выслушивает Чарли, а затем предполагает, что тот просто напился. Проходящему мимо него Марку Стив говорит, что звонит Чарли, думая, что раскрыл убийство. После того, как Стив не проявляет интереса к встрече с Чарли, тот угрожает продать историю в конкурирующую газету «Дэйли лидер». Стив заканчивает разговор словами: «Почитаем завтра „Дэйли лидер“ с твоей историей», после чего Марк удаляется. Зайдя в свой кабинет, он проверяет кошелёк и видит, что квитанции там нет. Он берёт со стола тяжёлый предмет и уходит.
В баре Чарли достаёт из чемодана фотографию, где изображена женщина с Марком, берёт её с собой, а сам чемодан оставляет бармену на сохранение. Марк поджидает Чарли в тёмном переулке около редакции «Дэйли лидер». При встрече Марк спрашивает, что тот сказал Стиву. Чарли отвечает, что только то, что знает разгадку. Затем Марк обыскивает Чарли, находя у него фото. Чарли говорит, что эта история прославит Марка выше всех его мечтаний, но Марк со словами «ты не напишешь!» убивает его.
Следующим утром в морге Стив и Джули узнают, что тело Чарли было обнаружено в переулке около редакции «Дейли лидер». Джули упрекает Стива в том, что если бы он выслушал Чарли, тот бы был сегодня жив. Стив и сам чувствует свою вину. На вопрос, что ему сделать, Джулии язвительно замечает: « Устроить шикарные похороны и дать крупные заголовки в газете, что ещё больше увеличит тираж».
Тираж газеты стремительно растёт. Стив разыскал в баре чемодан и принёс его в редакцию. Марк замечает Стиву: «Ты герой с пожизненной работой, пока растёт тираж!» Стив рассказывает Марку, что Чарли вчера был в ломбарде с квитанцией. В чемодане они находят вторую фотографию, и Стив предполагает, что на ней изображён убийца, однако фотография сделана так, что лицо мужчины невозможно разобрать. По фотографии удаётся выяснить, что она сделана во время бракосочетания в 1931 году в Коннектикуте. Стив уверен в том, что убийство совершил муж, который снял с пальца жертвы свадебное кольцо, гравировка на котором могла послужить уликой. Ему также ясно, что вчера убийца женщины каким-то образом узнал о том, что Чарли обладает уликами против него, после чего убил Чарли. Марк поручает дать на первую полосу найденную фотографию, дать заголовок «Убийца одинокого сердца наносит очередной удар» и объявить премию в 1000 долларов за информацию об убийце. После выхода газеты с фотографией тираж вырастает ещё больше.
Стив приходит в бар в Бауэри, где бармен собрал всех местных бродяг и пьяниц. Среди них находится один, который видел человека, с которым в тот вечер разговаривал Чарли около ломбарда. Стив приводит его к Марку, однако тот не может подсказать никаких наводящих деталей, давая лишь общее описание того человека.
В редакции Стив узнаёт, что Джули написала на имя Марка заявление с просьбой об отставке, он забирает это заявление и приходит к ней домой, надеясь уговорить её помочь ему с расследованием. Джули обвиняет Стива и Марка в том, что их интересует только тираж, но не Чарли. Стив признаёт, что был таким, но теперь многое пересмотрел, и теперь его волнует только дело Чарли. Они решают продолжить расследование вместе, заключив, что главной наводкой является фотография из Коннектикута. Они решают поехать в этот штат и найти там священника, который поженил пару 21 год назад. Понимая, что шансы найти нужного человека, и чтобы он узнал людей по фотографии, минимальны, они тем не менее решают ехать. Они составляют список всех судей Коннектикута и печатают листовку тиражом 500 экземпляров с фотографией и информацией о деле. Перед отъездом они показывают листовку Марку и рассказывают ему свой план. Марк говорит, что они собираются искать иголку в стоге сена, и осторожно намекает, что было бы выгодней постепенно начать спускать дело на тормозах, однако вопрос «А как же быть с Чарли?» заставляет его согласиться с планом Стива и Джули.
Марк направляет их в командировку на неделю. Затем он звонит в Коннектикут, в городок Миддлберри, судье Хэккеру, который, как выясняется, там не живёт уже более пяти лет, и выяснить по телефону, где он живёт и жив ли вообще, не удаётся.
В течение недели Стив и Джули ходят по государственным, судебным и церковным архивам Коннектикута, собирают информацию, рассылают листовки во все возможные адреса, однако всё безрезультатно. Марк звонит и требует, чтобы они возвращались, однако Стив уговаривает разрешить им поработать ещё два дня. Вскоре им звонит из городка Франклин отставной судья Элрой Хэккер (Грифф Барнетт), говоря, что у него есть точно такая же фотография, как в их листовке. На ней изображена пара, которую он сочетал браком в Миддлсбери 21 год назад.
Марк получает телеграмму из Франклина от Стива и Джули о том, что вечером они приедут в редакцию. Поздно вечером Марк ожидает их в редакции один, а перед самым из приходом кладёт в карман пистолет. Наконец, появляются Стив и Хэккер. Стив сообщает, что по документам Хэккера удалось установить личности пары на фотографии — это Шарлотта и Джордж Гранты. И кроме того судья запомнил голос Джорджа и по голосу сможет его опознать. Стив говорит, что убеждён в том, что они найдут Джорджа в Нью-Йорке. Приходит Джули, которая заезжала в полицейский участок, чтобы предупредить Дэвиса о новом важном свидетеле, и тот обещал приехать. Однако Марк не хочет передавать судью копам до завтрашнего дня, и решает немедленно отвезти его к себе домой. Однако услышав голос Марка, судья называет его Грант, говоря, что именно его брак он оформлял 21 год назад. Стив не может в это поверить, однако Джули говорит, что в полиции есть образец волоса, и им не составит труда проверить причастность Марка к убийству. Поняв, что его загнали в угол, Марк достаёт пистолет. Он говорит, что убийство Шарлотты было несчастным случаем. А про убийство Чарли он говорит, что размен пьяницы на человека в расцвете славы был бы неравноценным.
Когда несмотря на угрозы Марка, Стив набирает номер полиции, Марк выбивает у него трубку из рук. Начинается драка, но оружие остаётся в руках Марка. В этот момент в дверях появляется детектив Дэвис. Марк говорит Стиву: «Это твоя великая история. Пойман ведущий журналист Нью-Йорка и убийца Марк Чепмен». Марк направляет оружие на Дэвиса, но стреляет в пол. Ответным огнём Дейв убивает Марка.
Газета выходит с заголовком «Редактор — убийца». Тираж газеты вырос ещё больше.

## В ролях
- Бродерик Кроуфорд — Марк Чепмэн
- Донна Рид — Джули Эллисон
- Джон Дерек — Стив Маклири
- Розмари Декамп — Шарлотта Грант
- Генри О’Нил — Чарли Барнс
- Джеймс Милликэн — лейтенант Дэвис
- Грифф Барнетт — судья Элрой Хэккер
- Джонатан Хейл — Фрэнк Мэдисон

В титрах не указаны
- Кэтрин Уоррен — миссис Эллисон
- Джей Адлер — Бейли
- Дон Беддоу — Пит
- Гертруда Астор — соседка

## Создатели фильма и исполнители главных ролей
Режиссёр Фил Карлсон является признанным мастером фильма нуар, поставившем в этом жанре 8 картин, наиболее значимые среди которых — «Тайны Канзас-сити» (1952), «Ривер-стрит, 99» (1953), «История в Феникс-сити» (1955), «Узкое место» (1955) и «Братья Рико» (1957). В 1952 году сценарист фильма Сэмюэл Фуллер сам поставил по собственному сценарию ещё один газетный триллер — «Парк роу». Он также стал известен благодаря постановке таких нуаров, как «Происшествие на Саут-стрит» (1953), «Дом из бамбука» (1955) и «Кровавое кимоно» (1959), а также острых социальных драм, таких как «Другой мир США» (1961), «Шоковый коридор» (1963) и «Обнажённый поцелуй» (1964). Кроме того, на его счету немало успешных военных драм.
Актёр Бродерик Кроуфорд в 1950 году завоевал Оскар за исполнение главной роли в политической драме «Вся королевская рать» (1949). Он также сыграл заметные роли в фильмах нуар «Чёрный ангел» (1946), «Мафия» (1951), «Человеческое желание» (1954) и «Тайны Нью-Йорка» (1955), а в 1955 году сыграл главную роль в криминальной комедии Федерико Феллини «Мошенники» (1955). Джон Дерек как актёр более всего известен ролями в драмах «Вся королевская рать» (1949, с Бродериком) и «Стучись в любую дверь» (1949), а также — в эпических картинах «Десять заповедей» (1956) и «Исход» (1960). Донна Рид сыграла заметные роли в картинах «Тень тонкого человека» (1941), «Портрет Дориана Грея» (1945), «Эта прекрасная жизнь» (1946) и «Отныне и во веки веков» (1953), а в 1958-66 годах играла на телевидении в популярном ситкоме «Шоу Донны Рид», который принёс её немало наград.

## Роль Фуллера в создании фильма
«Современные источники отмечают, что до начала кинокарьеры сценарист, продюсер и режиссёр Фуллер был криминальным репортёром, романистом, бродягой и солдатом». Эткинсон считает забавным, что Фуллер, «учитывая колоритный и порывистый характер его личности, выступает здесь в качестве самого принципиального моралиста в своей индустрии». Сегодня его история вкупе с «быстрым и жёстко бьющим ходом повествования Карлсона, рассматривается как пророческое обвинение стремлению к сенсационности средств массовой информации».
По мнению Эткинсона, «Фуллер был самым известным и необычным представителем бульварного искусства послевоенной эпохи, безостановочной творческой силой, чей особый взгляд на мир сочетал грубость и цинизм основанного на личном опыте реализма (никто из американских режиссёров не знал реалий таблоидной журналистики, как он) с чрезмерной гиперболизацией массового кино». Среда, описанная в романе, "почти автобиографическая: Фуллер когда-то работал в популярном таблоиде «Нью-Йорк Грэфик», который до такой степени «манипулировал фактами, что по сравнению с ним нынешний „Нью-Йорк пост“ выглядит как „Лондонское книжное обозрение“. (Фуллер описывал свой журналистский принцип как „творческое преувеличение“)».
Однако этот фильм «не был фильмом Фуллера, хотя и основывался на его романе „Тёмная полоса“, опубликованном в 1944 году, уже после того, как Фуллер ушёл из репортёров в сценаристы, а в то время сражался в Европе». Джеффри Андерсон также отмечает, что «Фуллер не имел никакого отношения к фильму как таковому», более того, фильм «вдохновил его стать режиссёром на постоянной основе, так как он не желал больше доверять никому трактовать свои письменные сочинения».

## Оценка фильма критикой

### Общая оценка фильма
После выхода фильма на экраны фильм получил невысокую оценку от кинокритика «Нью-Йорк таймс» Босли Кроутера, написавшего: «Безжалостность таблоидной журналистики, увиденная холодными глазами голливудских сценаристов (которые, естественно, приходят от неё в шок), получает ещё одну демонстрацию в этой заурядной газетной мелодраме. Если не считать нескольких жёстких споров о пристрастии публики к острым ощущениям и страхам и нескольких робких намёков на методы работы таблоидов, в этом фильме нет ничего шокирующего… Мораль всей этой унылой чепухи, мы полагаем, заключается в том, что порок порождает порок. С моралью всё в порядке. Больше сказать нечего».
Со временем оценки картины стали более позитивными. В частности, Крейг Батлер отметил, что «это не великий фильм, но захватывающий, плотный небольшой нуаровый триллер, который заслуживает просмотра». Он отмечает, что «хотя некоторые аспекты фильма безвозвратно устарели с течением времени, один важный момент делает этот фильм более актуальным сегодня, чем в момент его выхода на экраны». Речь идёт о «падении уровня журналистики» и о «заклинаниях центрального персонажа, что построенная на сенсациях таблоидная журналистика, апеллирующая к низменным инстинктам, обеспечивает лучшие продажи, чем ответственное сообщение реальных новостей».
Майкл Эткинсон называет картину «быстрым, содержательным зрелищем, которое имеет лишь с один изъян: красавчик-звезда Джон Дерек (будущий муж Бо) — это пустышка с детским лицом по сравнению с ревущей скалой в исполнении Кроуфорда, и даже по сравнению с обладающей острым взглядом красавицей Рид». Далее Эткинсон продолжает мысль Батлера об отражении в фильме проблем журналистики: «Наверное, что-то изменилось в американском медиапространстве, но, мы можем предположить, что сегодня всё стало во много раз хуже, когда даже сама идея заигрывания с „думающим“ читателем выглядит смехотворной и нелепой, а регулирование деятельности монополий практически исчезло». Сегодня всего шесть корпораций владеют огромным большинством медийных структур США, по сравнению с более чем 50 — в 1983 году и многими сотнями — в 1950-е. Все эти компании ориентированы «на максимизацию прибыли, усреднение потребителя и интересы акционеров». Эткинсон отмечает, что «Фуллер и Карлсон понимали это в середине прошлого столетия, и каким бы значимым их фильм не был в 1952 году, сегодня он воспринимается как пророчество, ставшее реальностью». Идея фильма, по мнению Эткинсона, заключается в том, что журналистике следует "думать о людях, как это делает в своих гуманных очерках Эллисон, «даже если немногие из них всё ещё читают „Экспресс“».
Сходную мысль высказывает и Деннис Шварц. Назвав картину «энергичным и нелицеприятным нуаровым триллером Фила Карлсона, который основан на романе „Тёмная полоса“ бывшего газетчика и известного режиссёра Сэмюэла Фуллера», Шварц далее указывает, что фильм «разоблачает тот скользкий путь, которым идёт таблоидная журналистика, чтобы повысить тираж, выбирая сенсационные новости и отказываясь от более скучных, но более важных новостей». Джейк Хинксон называет картину «недооценённым шедевром нуара», подчёркивая, что «под безупречным руководством Карлсона фильм блистательно разрабатывает нуаровую тему: пошедший на моральный компромисс человек отчаянно пытается уйти от последствий своих действий».

### Характеристика и некоторые особенности фильма
Характеризуя картину, Эткинсон отмечает, что она является примером нуара определённого типа, «не горячего нуара на тему „не тот человек в ловушке судьбы“, а нуара о „жизни в джунглях“, мрачной элегии, в которой люди должны быть жёсткими, чтобы выжить в современных урбанистических клоаках, изобилующих спонтанными убийствами, убожеством, безумной алчностью и моральной опустошённостью. Здесь сами системы — индустрия, сообщество, закон, толпа, пресса — прогнили изнутри». Он продолжает: «Фильм бурлит через край повествовательной энергией Фуллера и его фирменным изобразительным стилем, стремлением вскрыть экспрессионистскими средствами болезненную, крутую реальность, которую он её знает изнутри… Легко увидеть, что особый стиль Фуллера в визуальном и текстовом плане формировался путём ежедневного сочинения кричащих заголовков, сотворения сенсаций и хлёстких „не-потеряй-читателя“ статей». Эткинсон считает, что «история написана мастерски. Фуллер сделал всё возможное, чтобы таблоидные наёмники обратились бы друг против друга: МкКлири идёт по горячему следу, а Чепмэн, хотя его шея уже почти в петле, должен натравливать его, потому что если он хоть на йоту ослабит стиль управления в духе Руперта Мёрдока, который сделал его звездой „Экспресс“, подозрение тут же падёт на него».
Шварц указывает, что "как и «Двойная страховка», этот фильм демонстрирует сильные суррогатные отношения отца и сына между двумя главными персонажами. В данном случае, это отношения между крутым редактором и идеалистическим молодым репортёром, но на этот раз именно более старый терпит неудачу. Только по той причине, что Чепмэн как отец передаёт свои журналистские навыки МкКлири, он гибнет почти мифически классическим образом от рук своего сына. «Чепмэн понимает, что МкКлири более эффективен, чем полиция, и его невозможно остановить, пока он не раскрутит всю историю до самого конца. Напряжение нарастает до степени, когда историю уже невозможно похоронить, не вызвав подозрения репортёра. По иронии судьбы, падение Чепмэна приходит от того единственного человека, которого он любил и обучил слишком хорошо, как идти по его стопам».

### Оценка работы режиссёра и творческой группы
Современные критики высоко оценивают работу режиссёра и творческой группы в создании фильма. Джеффри М. Андерсон полагает, что «фильм действительно довольно хорош, так как поставлен мастером нуаров категории В Филом Карлсоном». По мнению Андерсона, «работа Карлсона не столь жёсткая или взрывная, как работа Фуллера, но она тем не менее тоже довольно напряжённая и занимательная». Критик также напоминает, что «Фуллер в том же году поставил собственный газетный фильм, более сильный „Парк роу“». Эткинсон называет Карлсона «серьёзным профессионалом», который серией своих фильмов первой половины 1950-х годов «довёл до совершенства непримиримый и жестокий нуаровый стиль, в котором весь мир, а не только погрязшие в нём личности, находится на грани социального бунта».
Батлер пишет, что «сценарий фильма выигрывает от мастерского диалога на жаргоне, знакомом как по нуаровым, так и по газетным фильмам. Мотивации действий персонажей порой немного нереалистичны — но фильм устроен так, что они имеют свой смысл в параметрах рассказываемой истории». Далее критик обращает внимание «на значимость работы режиссёра Фила Карлсона в его лучшей форме, которому помогает искусная операторская работа Бёрнетта Гаффи. Двое работают вместе как отлично смазанная машина, создавая атмосферическую и увлекательную историю, которая доставляет большое наслаждение».
На операторскую работу Гаффи обратили внимание также Шварц, написавший, что «броская чёрно-белая операторская работа Бёрнетта Гаффи наполнена атмосферой Нью-Йорка и вихревой энергией, гудящей вокруг редакции», а также Хинксон, указавший, что «опытный оператор Бёрнетт Гаффи делает, наверное, самую лучшую работу в своей длительной карьере».

### Оценка актёрской работы
Кроутер даёт следующую оценку игре основных актёров: «Бродерик Кроуфорд по старинке хмурится и злобно ревёт в качестве крутого редактора, который убил свою жену, а затем сурово и неумолимо ожидает, как его отлично обученный искатель скандалов обкладывает его со всех сторон; в этой роли Джон Дерек даёт правдоподобную имитацию университетского газетного новичка; Донна Рид внимательно наблюдает за происходящим с унылым недовольством девушки из закрытого колледжа, которая угодила на работу в таблоид; а Генри О’Нил в роли бывшего обладателя Пулитцеровской премии, ныне пьющего и опустившегося, вынужден извергать настолько пышные фразы, что они посрамят любую журналистскую школу»". Батлер полагает, что «фильм может гордиться исключительной игрой Кроуфорда и Джона Дерека, очень умелой поддержкой со стороны Донны Рид и Розмари ДеКамп, а также безупречной игрой Генри О’Нила», Хинксон считает, что «огромный Бродерик Кроуфорд в роли газетчика-убийцы доминирует на экране, играя одновременно неистово и при этом каким-то странным образом вызывая симпатию».